# Герекова, Яна
Я́на (Я́нка) Ге́рекова (словац. Jana Gereková; 27 ноября 1984, Липтовски-Микулаш) — словацкая биатлонистка, участница Зимних Олимпийских игр Турина Ванкувера и Сочи.
Яна Герекова начала заниматься биатлоном в 2000 году. В 2002 году она впервые приняла участие в чемпионате мира среди юниоров в Италии, где заняла 12 место в индивидуальной гонке. В следующем году в Польше она заняла четвёртое место в индивидуальной гонке. В 2004 году на чемпионате во Франции она заняла хорошие места во всех трёх гонках и вошла в первую десятку в общем рейтинге. В том де году на чемпионате Европы среди юниоров в Минске её лучшим результатом стало 7-е место. В 2005 году на чемпионате Европы среди юниоров в Новосибирске Яна Герекова заняла 5-е место в эстафете.
Начиная с сезона 2005/06 годов она принимает участие в соревнованиях более высокого уровня. Она дебютировала на Кубке IBU в Осрблье. Яна Герекова принимала участие в Олимпийских играх в Турине в 2006 году, где заняла 59 место в индивидуальной гонке. На Чемпионате мира в Поклюке она заняла 13-е место в смешанной эстафете.
Яна Герекова принимала участие в Зимних Олимпийских играх 2010 года в Ванкувере. Её лучшим результатом было 40 место в спринте и гонке преследования. В эстафете она заняла 13 место.И ещё она принимала участие в Сочинских олимпийских играх и заняла в спринте 42 позицию, а в  гонке преследования 34 позицию. 49 место в индивидуальной гонке помешало ей забрать медаль. В масс-старте она не принимала участие, а в эстафете принимала, но её сборная сошла с дистанций. В смешанной эстафете её команда заняла 6 позицию завершила профессиональную карьеру в конце сезона 2016/2017 годов.
| Год  | Место проведения | Инд | Спр | Пр | МС   | Эст | СМ |
| 2014 | Сочи             | 49  | 42  | 34 | ---- | lpd | 6  |

| Год  | Место проведения | Инд | Спр  | Пр   | МС   | Эст  |
| 2006 | Турин            | 59  | ---- | ---- | ---- | ---- |

## Участие в Олимпийских играх
| Год  | Место проведения | Инд | Спр | Пр | МС | Эст |
| ---- | ---------------- | --- | --- | -- | -- | --- |
| 2010 | Ванкувер         | 46  | 40  | 40 | —  | 13  |

## Содсылки
- Яна Герекова  — профиль на сайте IBU  (англ.)
- Яна Герекова — олимпийская статистика на сайте Sports-Reference.com (англ.)